# Triángulo de Sierpinski
El triángulo Sierpinski  es un fractal que se puede construir a partir de cualquier triángulo. 

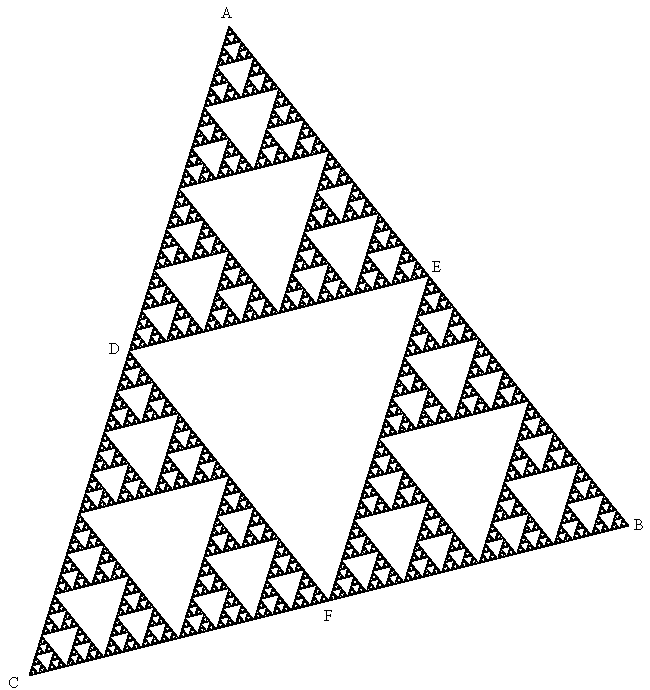
Triángulo de Sierpinski

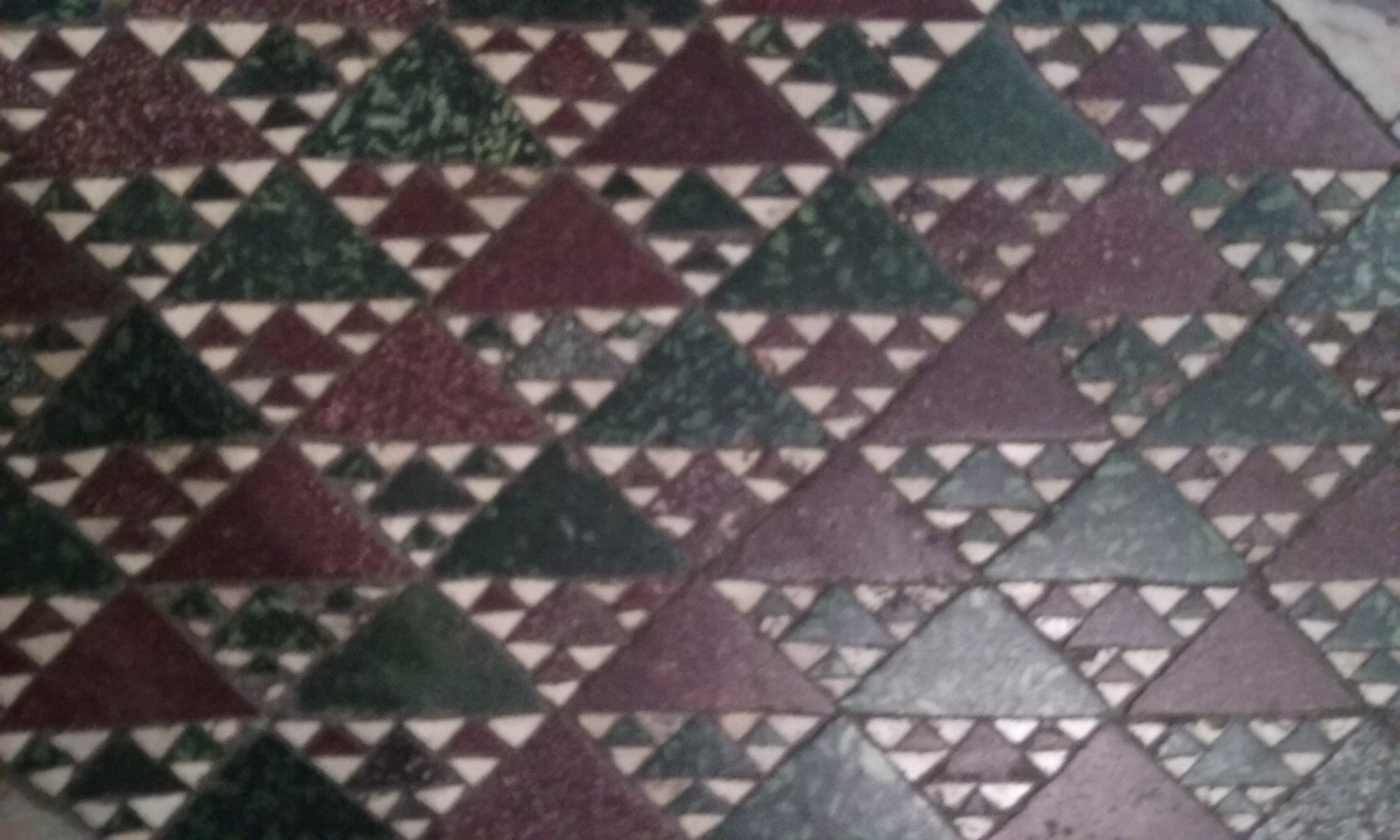
Pavimento de la Basílica de Santa María in Cosmedin en Roma; con un patrón geométrico que recuerda al triángulo de Sierpinski

## Construcción
El matemático polaco Waclaw Sierpinski (Varsovia 1882-1969) creó varios objetos fractales, entre ellos el conocido triángulo de Sierpinski. De manera análoga al conjunto de Cantor, este fractal puede ser obtenido por medio de una sucesión infinita de extracciones. La construcción procede como sigue:
1. A partir de un triángulo equilátero inicial con lados de longitud 1 por comodidad, unimos los puntos medios de cada lado y extraemos el triángulo central interno. Después de este primer paso obtenemos tres triángulos iguales, cada uno equilátero y con longitudes que son exactamente la mitad del triángulo inicial.
2. Con los tres triángulos producidos por el paso anterior, procedemos de igual manera a aplicar este proceso generador en cada uno de ellos, para así obtener tres nuevos triángulos por cada uno, lo cual produce finalmente 9 triángulos equiláteros, cada uno a escala (1/2)2 del inicial.
3. Continuamos el proceso anterior en cada uno de los nuevos triángulos que se van generando hasta llegar al límite del proceso. La figura última es conocida como el triángulo T de Sierpinski.

El Área removida: Si el área inicial en el triángulo que tomamos como base para la
construcción de
T es A, podemos notar que en la primera extracción el área del triángulo
extraído es {\displaystyle (1/4)A}. En el segundo paso removemos 1/4 del área de cada uno de los tres triángulos generados, con lo que obtenemos {\displaystyle 3\left({\frac {1}{4}}\right)^{2}A}
y, en general, el área extraída hasta el fin del proceso tiene como magnitud la suma infinita:
{\displaystyle A\left({\frac {1}{4}}+3\left({\frac {1}{4}}\right)^{2}+3^{2}{\left({\frac {1}{4}}\right)}^{3}+3^{3}{\left({\frac {1}{4}}\right)}^{4}+\cdots \right)=A.}
El área removida en el triángulo de Sierpinski es exactamente toda
el área inicial A y, sin embargo, aún tenemos puntos. Luego estos
puntos, que conforman a T, no están agrupados formando
alguna área ---cuya dimensión usual sería 2--- sino que están esparcidos pero juntos, es decir, forman otra especie de   polvareda  como lo hace  el   Conjunto de Cantor.

### Mediante un SFI
Un SFI sistema de funciones iteradas en {\displaystyle \mathbb {R} ^{2}}, es básicamente una lista de transformaciones afines {\displaystyle A_{i}:\mathbb {R} ^{2}\rightarrow \mathbb {R} ^{2}}, {\displaystyle i=1,\dots n} el cual notamos {\displaystyle {\mathcal {F}}=\{A_{1},\dots ,A_{n}\}.} La imagen {\displaystyle {\mathcal {F}}(S)} de  {\displaystyle S\subset \mathbb {R} ^{2}}  la defimos como la unión de cada una de las imágenes {\displaystyle A_{i}(S)}, es decir, {\displaystyle {\mathcal {F}}(S)=\bigcup _{i=1}^{n}A_{i}(S).}
Para un SFI también requeriremos que cada una de las transformaciones afines {\displaystyle A_{i}} sea una contracción. De manera sucinta, un SFI consiste en un conjunto de funciones contractivas que definen una función contractiva más compleja {\displaystyle {\mathcal {F}}}. 
En el caso del triángulo de Sierpinski dejamos que la figura T que tomamos como 'motivo' sea  un triángulo y que el SFI {\displaystyle {\mathcal {F}}} conste de  tres transformaciones afines {\displaystyle w_{1},w_{2},w_{3}}, donde cada una contrae el triángulo o 'motivo' a la mitad y luego lo traslada (ver figura), al reunir estas tres imágenes obtenemos la imagen  del sistema mostrado en la gráfica.
En la figura siguiente se ha tomado como figura inicial el triángulo a la izquierda:

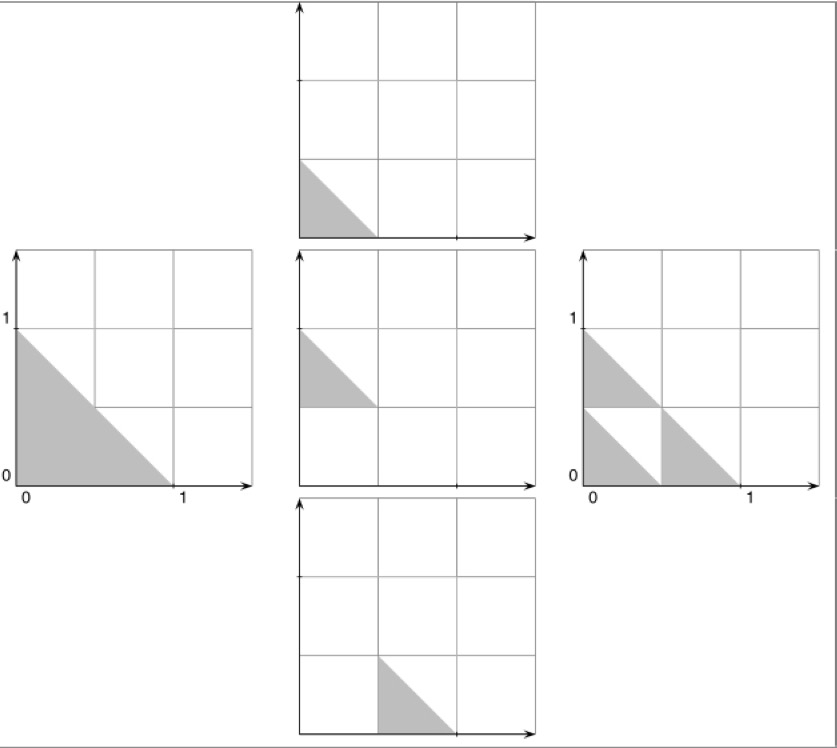
SIF para el triángulo de Sierpinski

Dado que las transformaciones afines tienen la propiedad de enviar segmentos de línea recta nuevamente en segmentos de línea recta, el cálculo de la imagen de una figura en forma de poliedro  es sencillo, pues basta calcular las imágenes de los vértices y proceder a unirlos con segmentos de recta.
La imagen de T por medio de {\displaystyle {\mathcal {F}}} es definida como {\displaystyle {\mathcal {F}}(T)=w_{1}(T)\cup w_{2}(T)\cup w_{3}(T)} ---la unión de las imágenes por cada una de las funciones---. Al
considerar la órbita de {\displaystyle {\mathcal {F}}} en la figura inicial T},
tenemos que el SFI al final nos producirá el triángulo de
Sierpinski, lo que notamos
{\displaystyle T,\,{\mathcal {F}}(T),\,{\mathcal {F}}({\mathcal {F}}(T)),\,\ldots \,\to \,S.}
Sorprendentemente y debido a la contractividad del sistema {\displaystyle {\mathcal {F}}} todo SFI siempre es forzado a converger a una única figura {\displaystyle {\mathcal {A}}}, la cual llamamos el
atractor del sistema. Y aún más sorprendente, esta convergencia ¡no depende del `motivo' inicial que tomemos! es decir que cualquier figura inicial será enviada a este atractor por la iteración de  la función {\displaystyle {\mathcal {F}}(T)}. Por ejemplo si el motivo inicial  es una casa o un gato y no un triángulo, también obtendremos al final nuestro triángulo de Sierpinski

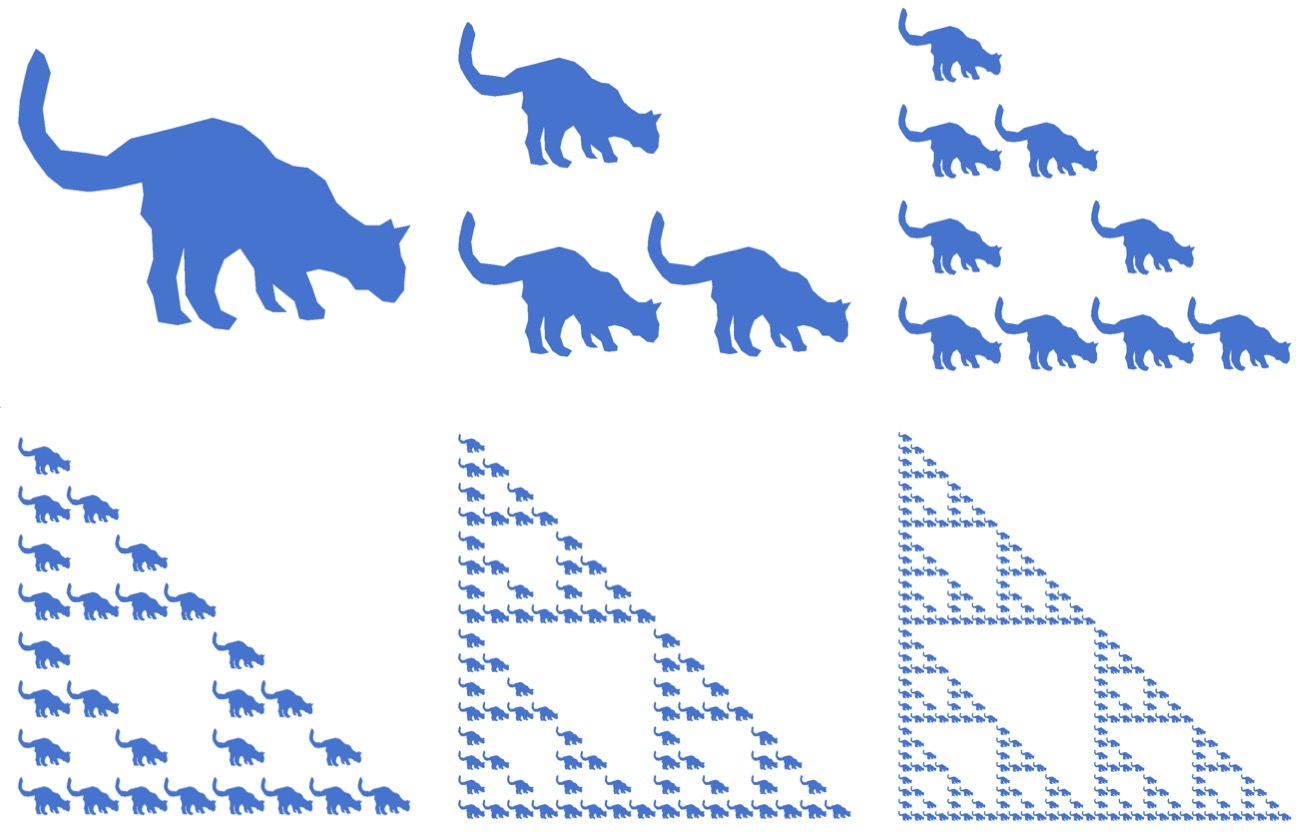
el motivo no importa

### Mediante tres puntos iniciales
También se puede construir T a partir de tres puntos aleatorios cualesquiera. El siguiente código utiliza la iteración de tres funciones sobre los tres vértices del triángulo, para mostrar de otra manera la equivalencia entre el atractor del juego del caos y el triángulo de Sierpinski. El código que se presenta es para Mathematica de Wolfram (el valor de n representa el número de iteraciones que aplicamos): 

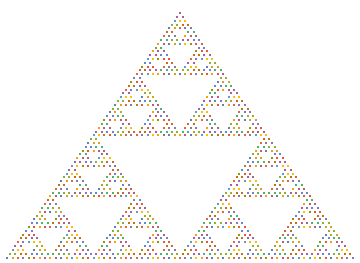
Puntos para S

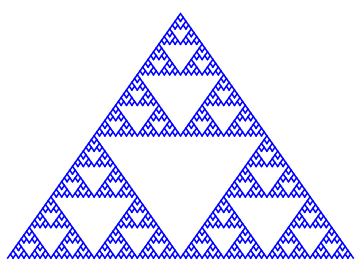
Hemos unidos los puntos generados por el código.

```
n
 
=
 
6
;

T
 
=
 
{{{
0
,
 
0
},
 
{
1
,
 
Sqrt
[
2
]},
 
{
2
,
 
0
}}};

Tt
 
=
 
Nest
[
Join
[
#
/
2
,
Map
[
Map
[
#
+
{
1
,
0
}
 
&
,
 
#
]
 
&
,
 
#
/
2
],

 
Map
[
Map
[
#
 
+
 
{
1
/
2
,
 
Sqrt
[
2
]
/
2
}
 
&
,
 
#
]
 
&
,
 
#
/
2
]]
 
&
,
 
T
,
 
n
];

ListPlot
[
Tt
,
  
AspectRatio
 
->
 
Automatic
,
 
Axes
 
->
 
False
]

```

### Como un L-sistema
Los sistemas de Lindenmayer, o L-sistemas Sistema-L, son un tipo particular de lo que se conoce como sistemas dinámicos simbólicos, con la propiedad que le añadimos una interpretación geométrica para visualizar la evolución del sistema. 
Por supuesto, las letras y las palabras (e.d., cadenas de letras) por sí mismas no significan nada, a menos que puedan interpretarse gráficamente para producir una imagen en la pantalla del PC. Usualmente el modelo utilizado para implementar la capacidad de graficar estos L-sistemas se debe a Seymor Papert (Pretoria, Sudáfrica, 1928, –), con su concepto de la tortuga, o para aquellos lectores que les evoque el Logo. La forma y complejidad de la gráfica solo depende de las tetras y símbolos utilizados en la última palabra o última generación.
Consideremos las siguientes instrucciones para la tortuga:
| Símbolo | Acción                                                     |
| ------- | ---------------------------------------------------------- |
| F       | Dibuje una línea (hacia adelante) de cierta longitud l.    |
| f       | Muévase hacia adelante como en F, pero no dibuje la línea. |
| +       | Gire hacia la izquierda en determinado ángulo δ.           |
| -       | Gire hacia la derecha en determinado ángulo δ.             |

El siguiente código en Mathematica es diseñado para crear y visualizar el triángulo de Sierpinski, pero es aplicable a todo L-sistema haciendo los cambios respectivos en las partes que correspondan a cada L-sistema que queramos visualizar, por lo que en general serán sólo estas partes  (*Inicio*), (*L-Sistema*) y (*Grafica*) las que especifiquemos para cada L-sistema.

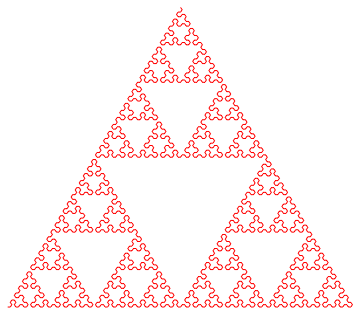
L-Sistema para Sierpinski

```
 
(*Inicio*)

phi
 
=
 
0.
;
 
delta
 
=
 
Pi
/
3
;
 
step
 
=
 
1
;

start
 
=
 
{
0
,
 
0
};
 
cpt
 
=
 
start
;
 
pts
 
=
 
{
start
};
 
gen
 
=
 
6
;

(*L-Sistema*)

var
 
=
 
"FR"
;

R
 
=
 
{
"F"
 
->
 
"R+F+R"
,
 
"R"
 
->
 
"F-R-F"
};

a
 
=
 
"F"
;

L
 
=
 
Nest
[
StringReplace
[
#
,
 
R
]
 
&
,
 
a
,
 
gen
];

(*Grafica*)

Interpret
[
Ch_
]
 
:=
 
Which
[
StringCount
[
var
,
 
Ch
]
 
==
 
1
,
 
tpt
 
=
 
cpt
;

   
cpt
 
+=
 
step
*
{
Cos
[
phi
],
 
Sin
[
phi
]};

   
pts
 
=
 
AppendTo
[
pts
,
 
cpt
];,
 
Ch
 
==
 
"+"
,
 
phi
 
+=
 
delta
;,
 
Ch
 
==
 
"-"
,
 

   
phi
 
-=
 
delta
;];

Map
[
Interpret
[
#
]
 
&
,
 
Characters
[
L
]];

Graphics
[
Line
[
pts
]]

```

## Inversión circular
La inversión circular  aplicada al triángulo de Sierpinski, conquista no solo por su belleza, sino porque en ella se resumen e interactúan dos grandes conceptos de la geometría: la inversión de la geometría clásica o Euclidiana, y los fractales de la geometría fractal.

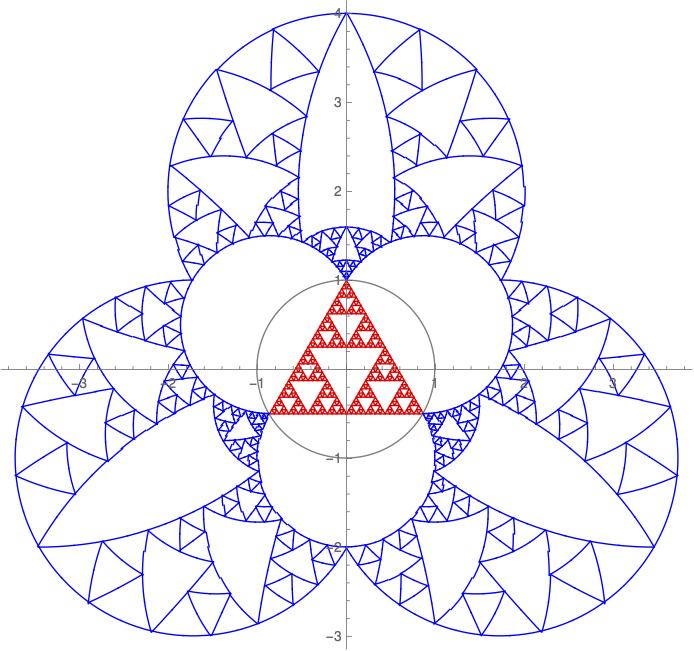
inversión de Sierpinki

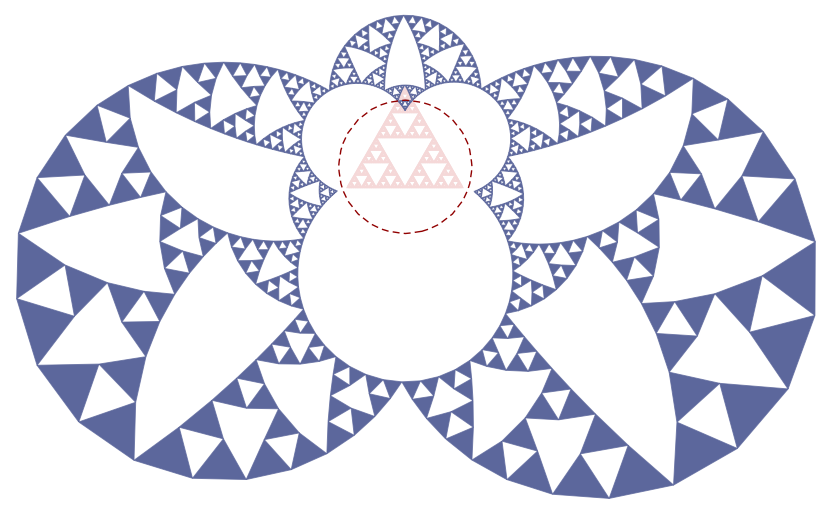
inversión con centro diferente

## Dimensión fractal
El triángulo de Sierpinski tiene una dimensión fractal de Hausdorff  igual a {\displaystyle {\tfrac {\log 3}{\log 2}}\approx 1.584963}, la cual se obtiene al resolver {\displaystyle d} en la ecuación {\displaystyle 2^{d}=3} .